# The Pendragon Adventure
Die Pendragon Abenteuer ist eine Fantasy-Romanreihe des amerikanischen Autors  D. J. MacHale.
Erzählt werden die Abenteuer des jungen Bobby Pendragon und seiner besten Freunde Mark Dimond und Courtney Chetwynde, die ausziehen, das Universum zu retten.
Die  Serie umfasst zehn Bände,  von denen bisher vier ins Deutsche übersetzt worden sind:  „Pendragon – Der Händler des Todes“, „Pendragon – Die verlorene Stadt Faar“, „Pendragon – Der Herr der Zeit und Pendragon“ und „Der Palast der Illusionen“. 2004 kamen die beiden ersten Bände der Reihe bei Ueberreuter heraus, 2005 folgten die beiden nächsten Bände. 2009 publizierte der Blanvalet Taschenbuch-Verlag eine Taschenbuchausgabe mit jeweils zwei Doppelbänden.

## Inhalt
Robert „Bobby“ Pendragon, Schüler der Junior-Highschool in Stony Brook, entdeckt dank seinem Onkel „Onkel Press“, dass er ein „Reisender“ ist. Ein Reisender kann in eine andere Zeit oder auf andere Planeten wechseln („flumen“). Diese Zeiten und Planeten werden Territorien genannt. Alle Lebewesen und Territorien ergeben zusammen „Halla“, das „Universum“.
Bobbys Onkel möchte mit Bobby in das Territorium „Denduron“ reisen, stört aber seinen Neffen beim Knutschen mit Courtney Chetwynde, die seit der vierten Klasse in ihn verliebt ist. Fluchtartig verlässt sie das Haus, und Bobby fährt mit seinem Onkel Press zu einer U-Bahn-Station in New York, wo er erstmals auf seinen zukünftigen Feind Saint Dane trifft. Saint Dane versucht alle Territorien ins Chaos zu stürzen, um die Macht über Halla an sich zu reißen. Nach dieser Begegnung „wechseln“ Press und Bobby nach Denduron, wo sie ihr erstes Abenteuer erwartet.
Jedes Territorium steht immer kurz vor dem Wendepunkt, ins Chaos zu stürzen, und Saint Dane ist meist schuld daran. In jedem Territorium gibt es einen Reisenden (in manchen auch noch einen der älteren Generation, z. B. 1. Erde oder Cloral). Die Reisenden helfen sich alle gegenseitig und versuchen Saint Dane aufzuhalten und den Wendepunkt positiv zu überstehen.
Bobby lernt auf der Reise viele Fähigkeiten und entwickelt sich. Er lernt zum Beispiel die Gabe der Reisenden, dass er eine Person mit Willenskraft überzeugen kann. Außerdem lernt er viel über die verschiedenen Völker, Technologien, sozialen Strukturen, Philosophien und Traditionen. Er muss sich in jedem Territorium der Umgebung anpassen, um näher an Saint Dane heranzukommen.

## Bücherreihe
1. The Merchant of Death (2002), dt. Der Händler des Todes (2004)
2. The Lost City of Faar (2003), dt. Die verlorene Stadt Faar (2004)
3. The Never War (2003), dt. Der Herr der Zeit und Pendragon (2005)
4. The Reality Bug (2003), dt. Der Palast der Illusionen (2005)
5. Black Water (2004)
6. The Rivers of Zadaa (2005)
7. The Quillan Games (2006)
8. The Pilgrims of Rayne (2007)
9. Raven Rise (2008)
10. The Soldiers of Halla (2009)